# GFTP
gFTP es un cliente FTP multihilo de código abierto y libre. Es el más usado en sistemas Unix-like, pero puede usarse en Microsoft Windows y Mac OS X. Incluye tanto una GUI (que utiliza la biblioteca GTK+) y una interfaz de línea de órdenes. gFTP se publica bajo los términos de la GPL y ha sido traducido a 41 lenguajes.
Hay soporte para los protocolos FTP, FTPS (solo conexión de control), HTTP, HTTPS, SFTP y FSP. También ofrece transferencias de ficheros FXP (transfiriendo ficheros entre dos servidores remotos vía FTP) y soporte como servidor proxy para FTP y HTTP.
La interfaz gráfica utiliza una distribución de doble panel, con el sistema de ficheros local en el panel izquierdo y el sistema remoto en el panel derecho. Abajo se incluye una cola de transferencia que muestra el estado en tiempo real de cada transferencia de ficheros encolados o activos. Debajo de ello se encuentra el registro de mensajes, que muestra las órdenes de texto y respuestas entre gFTP y el servidor remoto. Los sitios son guardados en una colección jerárquica de marcadores, aunque una barra que permite conexión a sitios no previamente marcados.